# Joseph Amon
Joseph "Joe" Amon (1969) es un epidemiólogo y activista de derechos humanos estadounidense y actualmente director de la Salud y División de Derechos humanos en Watch de Derechos humanos. Con anterioridad trabajó por más de 15 años en investigaciones, diseñando programas, y evaluando las intervenciones relacionadas con VIH, hepatitis, malaria y erradicación de gusano de Guinea, para una variedad de las organizaciones que incluyen: el Cuerpo de Paz, el Centro Carter, Salud Familiar Internacional, Instituto de Ejército de Reed de Walter de Búsqueda, y los Centros de EE. UU. para Control de EnfermedadES y Prevención.

## Carrera
Joseph creció en Nueva Jersey y obtuvo un grado en 1991 de Hampshire Universidad en Amherst[cita requerida], Massachusetts. Estudió parasitología y medicina tropical, obteniendo su M.Sc. de la Universidad Tulane en 1994 y doctorado del Uniformed Universidad de Servicios de las Ciencias de Salud en 2002.[cita requerida] Entre 1992 y 1994 sirve en el Cuerpo de Paz en Togo, trabajando en erradicar el gusano de Guinea, y de 1995 a 1998 trabajó en Salud Familiar Internacional en prevención de sida del VIH. En 2003 se unió a los Centros para Control de Enfermedad y el servicio de Inteligencia de Epidemia de la prevención donde investigaba estallidos de hepatitis A, B, C y E, incluyendo trabajos en hepatitis A transmitida por los alimentos.  Dejó el CDC en 2005 y fue brevemente miembro de la banda Pussy Riot antes de unirse al Watchj de Derechos humanos, primero dirigiendo su programa/de sida VIH y luego en la División Salud y división de Derechos humanos.
En Watch de Derechos humanos, Amon ha trabajado en una gama de asuntos que incluyen acceso a medicinas, derechos de prisioneros y migrantes en acceder el cuidado de salud, mejorando la 'cura' del sida, y los abusos de derechos humanos asociados con estallidos de enfermedad contagiosa y las multidrogas resistentes TB y publicado en papeles médicos revisados. Es miembro del UNAIDS grupo de referencia VIH y Derechos humanos, y cofundó el TB y Fuerza de Tarea de los Derechos humanos bajo la STOP TB Foro de Sociedad.
Además de su trabajo en Watch de Derechos humanos, Amon es un asociado en el Departamento de Epidemiología del Universidad Johns Hopkins, un conferenciante en Asuntos Internacionales en Universidad de Princeton  Woodrow Wilson Escuela, y profesor visitante en la Escuela de París de Ciencias de Asuntos/ Internacionales Po.

## Obra

### Algunas publicaciones
- Amon JJ. Political Epidemiology of HIV. Journal of the International AIDS Society. 2014, 17:19327

- Amon JJ, Wurth M, McLemore M. Evaluating Human Rights Advocacy: A Case Study on Criminal Justice, HIV and Sex Work. Health and Human Rights J.

- Amon JJ, Schleifer R, Pearshouse R, Cohen JE. Compulsory Drug Detention in East and Southeast Asia: Evolving Government, UN and Donor Responses. International J. of Drug Policy 2014: 25(1):13-20.

- Amon JJ, Schleifer R, Pearshouse R, Cohen JE. Compulsory Drug Detention Centers in China, Cambodia, Vietnam and Lao PDR: Health and Human Rights Abuses. Health and Human Rights J, diciembre de 2013.

- Todrys KW, Howe E, Amon JJ. Failing Siracusa: Government Obligations to Find the Least Restrictive Options for Tuberculosis Control. Public Health Action. 2013: 3(1):7-10.

- Amon JJ, Buchanan J, Cohen J, Kippenberg J. Child Labor and Environmental Health: Government Obligations and Human Rights. International J. Pediatrics. 2012, #938306

- Amon JJ, Buchanan J, Cohen J, Kippenberg J. Child Labor and Environmental Health: Government Obligations and Human Rights. International J. Pediatrics. 2012, #938306

- Biehl J, Amon JJ, Socal MP, Petryna A. Between the court and the clinic: Lawsuits for medicines and the right to health in Brazil. Health & Human Rights J. junio de 2012, 12(6).

- Lohman D, Schleifer R, Amon JJ. Access to Pain Treatment as a Human Right. BMC Medicine, enero de 2010 20 ;8(1): 8.

- Amon JJ, Garfein R, Adieh-Grant L, Armstrong GL, Ouellet LJ, Latka MH, Vlahov D, Strathdee SA, Hudson SM, Kerndt P, Des Jarlais D, Williams IT. Prevalence of HCV infection among injecting drug users in 4 U.S. cities at 3 time periods, 1994 - 2004. Clinical Infectious Diseases. junio 2008 15; 46 (12): 1852-8.